# Imagine (Armin van Buuren)
Imagine is het derde studioalbum van de Nederlandse dj en tranceartiest Armin van Buuren. Het album werd uitgebracht in 2008 bij Van Buurens eigen platenlabel Armada.
Op dit album werkt hij samen met onder andere Jacqueline Govaert, Jennifer Rene en Sharon den Adel.
De nummers Going Wrong (met DJ Shah en Chris Jones) en In And Out Of Love (Met Sharon den Adel) werden uitgebracht als single. Vooral dit laatste nummer deed het goed in de Nederlandse en Vlaamse hitlijsten.
In Vlaanderen kwam het album uit samen met een best of-cd. De dubbel-cd stond 16 weken bij de 100 best verkochte albums.

## Nummers
Het album bevat de volgende nummers:
| 1.                   | Imagine            |                      | 9:27 |
| 2.                   | Going Wrong        | DJ Shah, Chris Jones | 5:36 |
| 3.                   | Unforgiveable      | Jaren                | 8:03 |
| 4.                   | Face to Face       |                      | 7:30 |
| 5.                   | Hold on to Me      | Audrey Gallagher     | 7:16 |
| 6.                   | In and Out of Love | Sharon den Adel      | 6:01 |
| 7.                   | Never Say Never    | Jacqueline Govaert   | 6:59 |
| 8.                   | Rain               | Cathy Burton         | 7:10 |
| 9.                   | What If            | Vera Ostrova         | 7:18 |
| 10.                  | Fine Without You   | Jennifer Rene        | 6:26 |
| 11.                  | Intricacy          |                      | 7:07 |
| Totale duur: 1:18:50 |                    |                      |      |

## Hitnotering
| Imagine in de Nederlandse Album Top 100 - binnen: 26 april 2008 | Imagine in de Nederlandse Album Top 100 - binnen: 26 april 2008 | Imagine in de Nederlandse Album Top 100 - binnen: 26 april 2008 | Imagine in de Nederlandse Album Top 100 - binnen: 26 april 2008 | Imagine in de Nederlandse Album Top 100 - binnen: 26 april 2008 | Imagine in de Nederlandse Album Top 100 - binnen: 26 april 2008 | Imagine in de Nederlandse Album Top 100 - binnen: 26 april 2008 | Imagine in de Nederlandse Album Top 100 - binnen: 26 april 2008 | Imagine in de Nederlandse Album Top 100 - binnen: 26 april 2008 | Imagine in de Nederlandse Album Top 100 - binnen: 26 april 2008 | Imagine in de Nederlandse Album Top 100 - binnen: 26 april 2008 | Imagine in de Nederlandse Album Top 100 - binnen: 26 april 2008 | Imagine in de Nederlandse Album Top 100 - binnen: 26 april 2008 | Imagine in de Nederlandse Album Top 100 - binnen: 26 april 2008 | Imagine in de Nederlandse Album Top 100 - binnen: 26 april 2008 | Imagine in de Nederlandse Album Top 100 - binnen: 26 april 2008 | Imagine in de Nederlandse Album Top 100 - binnen: 26 april 2008 | Imagine in de Nederlandse Album Top 100 - binnen: 26 april 2008 | Imagine in de Nederlandse Album Top 100 - binnen: 26 april 2008 | Imagine in de Nederlandse Album Top 100 - binnen: 26 april 2008 | Imagine in de Nederlandse Album Top 100 - binnen: 26 april 2008 | Imagine in de Nederlandse Album Top 100 - binnen: 26 april 2008 | Imagine in de Nederlandse Album Top 100 - binnen: 26 april 2008 | Imagine in de Nederlandse Album Top 100 - binnen: 26 april 2008 | Imagine in de Nederlandse Album Top 100 - binnen: 26 april 2008 | Imagine in de Nederlandse Album Top 100 - binnen: 26 april 2008 | Imagine in de Nederlandse Album Top 100 - binnen: 26 april 2008 | Imagine in de Nederlandse Album Top 100 - binnen: 26 april 2008 |
| Week                                                            | 1                                                               | 2                                                               | 3                                                               | 4                                                               | 5                                                               | 6                                                               | 7                                                               | 8                                                               | 9                                                               | 10                                                              | 11                                                              | 12                                                              | 13                                                              | 14                                                              | 15                                                              | 16                                                              | 17                                                              | 18                                                              | 19                                                              | 20                                                              | 21                                                              | 22                                                              | 23                                                              | 24                                                              |                                                                 | 25                                                              |                                                                 |
| --------------------------------------------------------------- | --------------------------------------------------------------- | --------------------------------------------------------------- | --------------------------------------------------------------- | --------------------------------------------------------------- | --------------------------------------------------------------- | --------------------------------------------------------------- | --------------------------------------------------------------- | --------------------------------------------------------------- | --------------------------------------------------------------- | --------------------------------------------------------------- | --------------------------------------------------------------- | --------------------------------------------------------------- | --------------------------------------------------------------- | --------------------------------------------------------------- | --------------------------------------------------------------- | --------------------------------------------------------------- | --------------------------------------------------------------- | --------------------------------------------------------------- | --------------------------------------------------------------- | --------------------------------------------------------------- | --------------------------------------------------------------- | --------------------------------------------------------------- | --------------------------------------------------------------- | --------------------------------------------------------------- | --------------------------------------------------------------- | --------------------------------------------------------------- | --------------------------------------------------------------- |
| Nummer                                                          | 1                                                               | 9                                                               | 11                                                              | 17                                                              | 17                                                              | 22                                                              | 27                                                              | 34                                                              | 54                                                              | 54                                                              | 76                                                              | 79                                                              | 74                                                              | 68                                                              | 62                                                              | 52                                                              | 43                                                              | 43                                                              | 56                                                              | 54                                                              | 41                                                              | 49                                                              | 60                                                              | 93                                                              | uit                                                             | 93                                                              | uit                                                             |